# 1705年—1706年巴伐利亚人民起义

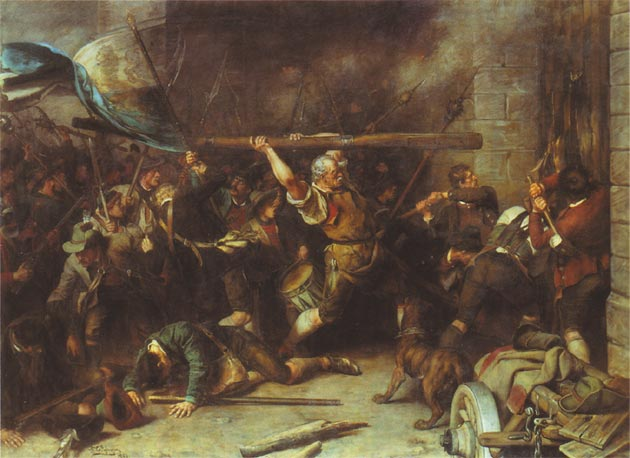
巴伐利亚人民起义

1705年—1706年巴伐利亚起义是发生在西班牙王位繼承戰爭期间，巴伐利亚选侯国境内爆發的一场反对哈布斯堡君主國的帝國軍隊占领當地的起义。起义始于1705年11月初，终于1706年1月18日，大约持续了75天。
起义方于1706年1月11日派出代表团来到萨尔茨堡进行和谈。1月13日，市镇谢尔丁向哈布斯堡君主國投降；1月16日，市镇卡姆投降；1月18日，最後一個市镇投降。